# Diederik Pauw
Diederik Pauw (Amsterdam, 30 juni 1618 - Den Haag, voor 30 oktober 1688) was heer van Rijnenburg, ter Horst, Teylingerbosch en Carnisse. Hij was kerkmeester van de Kloosterkerk in Den Haag van 1651 tot 1688, meesterknaap van de wildernissen van Holland en West-Friesland vanaf 26 juli 1652 en hoogheemraad van Delfland vanaf 27 januari 1657. In 1636 werd hij ridder in de Franse orde van Sint-Michiel. 
Diederik was een zoon van Reinier Pauw (1591-1676) en Clara Alewijn.
In 1674 was hij de rijkste Hagenaar met een geschat vermogen van ruim 1.1 miljoen gulden. Zijn eerste huwelijk was met Aleyda van Verlaer (1623-1650) die de erfgenaam was van Ter Horst. Uit dit huwelijk kwamen onder andere twee zoons: Reinier Pauw (1642-1693) en Johan Pauw (1645-1708). Na Aleyda's dood trouwde Dierderik in 1652 met Elisabeth Jacobs, de dochter van de raadpensionaris en dichter Jacob Cats, en weduwe van Cornelis Musch, griffier van de Staten-Generaal. Zodoende werd hij ook stiefvader van Elisabeths dochter: Elisabeth Musch.
Diederik woonde op de Lange Vijverberg in Den Haag en kocht in 1652 de buitenplaats Patijnenburg in Naaldwijk.

## Bron
- Blok, P.J. & Molhuysen, P.C. (1933): Nieuw Nederlandsch Biografisch Woordenboek (NNBW), deel 9, pagina 763-764
- Hora Siccama, J.H & Huygens, C. (1915): Aantekeningen en verbeteringen op het in 1906 door het Historisch Genootschap uitgegeven Register op de journalen van Constantijn Huygens den zoon, Johannes Müller, Amsterdam, pagina 529